# Lijst van burgemeesters van Usquert
Dit is een lijst van burgemeesters van de voormalige Nederlandse gemeente Usquert in de provincie Groningen totdat op 1 januari 1990 de gemeenten Usquert, Kantens en Warffum gevoegd werden bij de gemeente Hefshuizen.
| Ambtsperiode | Naam burgemeester             | Leven     | Partij of stroming | Bijzonderheden |
| ------------ | ----------------------------- | --------- | ------------------ | --- |
| 1812 - 1818  | Hinricus van Zalen            | ovl. 1818 |                    | tevens schoolmeester te Usquert en schout van Uithuizen, ovl. 6 januari 1818; werd na overlijden opgevolgd door de adjunct maire                |
| 1819 - 1838  | Lubbert Lammerts van Clooster | 1761-1838 |                    | ovl. 17 september 1838 |
| 1839 - 1852  | François Plaat                | 1788-1859 |                    | tevens burgemeester van Middelstum en van Kantens; vader van opvolger                                                                           |
| 1852 - 1885  | Pieter François Leonard Plaat | 1816-1885 |                    | tevens burgemeester van Warffum. Werd in juli 1871 bij Koninklijk besluit voor korte tijd geschorst. Zoon van voorganger. Ovl. 22 december 1885 |
| 1886 - 1898  | Steven Edzo Broeils Bierema   | 1819-1908 |                    | tevens landbouwer; was wethouder van Usquert sinds 1858. Grootvader van Steven Edzo Broeils Bierema (1884-1950).                                |
| 1898 - 1900  | Ferdinand Marius Albarda      | 1870-1945 |                    | werd burgemeester van Ten Boer en later van Zuidlaren                                                                                           |
| 1901 - 1936  | Tammo Egge Welt               | 1868-1958 |                    | tevens landbouwer; afgebeeld op het schilderij De Paardenkeuring.                                                                               |
| 1937 - 1942  | Lucas Franciscus Britzel      | 1885-1942 |                    | ovl. 4 maart 1942 |
| 1942 - 1944  | Henderikus Sieling            |           | NSB                | tevens koopman; werd burgemeester van Appingedam                                                                                                |
| 1944 - 1945  | W. Dijk                       |           |                    | |
| 1945 - 1955  | Jan Geerling                  | 1890-1966 |                    | deels waarnemend |
| 1955 - 1971  | Kornelis Dijkema              | 1922-1992 |                    | |
| 1971 - 1975  | Cor Bernard                   | 1934-2021 | PvdA               | tevens burgemeester van Kantens; aansluitend burgemeester van Schoorl                                                                           |
| 1976 - 1988  | Jan Kruize                    | *1936     | PvdA               | tevens burgemeester van Kantens. |
| 1988 - 1990  | P.J. Hummelen                 | ca. 1930  | PvdA               | waarnemend burgemeester; tevens waarnemend burgemeester van Kantens.                                                                            |